# Бешеные псы (телесериал, США)
Mad Dogs — телесериал в жанре чёрного юмора, доступный для просмотра на Amazon. Это частичный ремейк британского шоу, также названного Mad Dogs, которое транслировалось с 2011 по 2013 год.
Первый сезон шоу состоял из 10 эпизодов, расширяющихся на четыре часа контента британской версии первого сезона. Это начало транслироваться 22 января 2016 года в США, Великобритании и Германии, с досрочным выпуском шоу, доступным в декабре 2015 года.
Сюжет о воссоединение четырёх сорокалетних приятелей, которые отправляются в Белиз, чтобы навестить их старого школьного друга. Но события принимают неожиданный поворот.
Актёрский состав представляет собой уникальную смесь актёров кино с главным образом эпизодическими телевизионными титрами к их имени, в том числе Билли Зейн как человек, богатый из связей с преступным миром, который приглашает своих друзей на отдых в Белиз, Майкла Империоли как безответственного, но добросердечного бывший путешествующий музыкант, Романи Малко, как семьянин, и Бен Чаплин (который играл главную роль в роли Зейна в британской версии шоу) как озлобленный учитель. Женский актёрский состав, в том числе Эллисон Толман и Мария Ботто (повторяющая её роль из британского сериала), обеспечивают контраст с мужскими ролями.
Showrunner Cris Cole адаптировал шоу из своей собственной драмы в Великобритании. Первоначально он был в разработке в сети FX . Коул отметил, что, поскольку американская версия составляет 10 часов по сравнению с четырьмя часами первого сезона британской версии, последние шесть часов американской версии являются «девственной территорией» и не имеют никакого сравнения с оригиналом.
Права на трансляцию шоу были проданы Sony Pictures Television более чем в 140 странах до начала трансляции Amazon.
В конце февраля 2016 года Amazon объявила, что решила не обновлять серию. Хотя первоначально предполагалось, что сериал будет ограничен сериалом из 10 эпизодов, Amazon и руководство шоу подумали о возможном втором сезоне.
Во время съемок сцен пилотного эпизода в Пуэрто-Рико актёр Стив Зан заболел лихорадкой денге .